# آوز (گار)
آوز (به فرانسوی: Avèze) یک کمون در فرانسه است که در گار واقع شده‌است. آوز ۴٫۱۴ کیلومتر مربع مساحت دارد ۲۵۲ متر بالاتر از سطح دریا واقع شده‌است.